# Élections fédérales australiennes de 1940
Les élections fédérales australiennes de 1940 ont eu lieu le 21 septembre 1940.